# 大阪産業大学デザイン工学部
大阪産業大学デザイン工学部（おおさかさんぎょうだいがくデザインこうがくぶ、Faculty of Design Technology）は、大阪産業大学に設置されているデザイン工学部。
2025年には改組し、情報デザイン学部	情報システム学科、建築・環境デザイン学部　建築・環境デザイン学科、システム工学部　システム工学科の3学部となる予定。
なお、関連する大学院は工学研究科に 情報システム工学専攻、環境デザイン専攻（以上博士前期課程）と 環境開発工学専攻（博士後期課程）が、人間環境学研究科に人間環境学専攻が設置されており、合わせて紹介する。

## 沿革
- 1965年 大阪交通大学を設立。工学部を設置
- 1965年 大阪交通大学を大阪産業大学と改称
- 1988年 大学院工学研究科修士課程を創設
- 1990年 工学部に第一部情報システム工学科、環境デザイン学科を増設
- 1994年 大学院工学研究科修士課程に情報システム工学専攻と環境デザイン専攻増設
- 1996年 大学院工学研究科に環境開発工学専攻博士後期課程を設置
- 2001年 人間環境学部を創設。文化環境学科と都市環境学科を開設
- 2005年 大学院に人間環境学研究科人間環境学専攻修士課程を創設
- 2007年 大学院人間環境学研究科人間環境学専攻博士後期課程を増設。同専攻修士課程は博士前期課程に
- 2008年 人間環境学部の都市環境学科を生活環境学科に名称変更。工学部の環境デザイン学科を建築・環境デザイン学科に名称変更
- 2012年 工学部の情報システム工学科と建築・環境デザイン学科を母体にデザイン工学部を創設。情報システム学科と環境デザイン学科を開設
- 2017年 人間環境学部募集停止。同学部生活環境学科がデザイン工学部の環境理工学科に改組

## 学部組織
デザイン工学部
- 情報システム学科（前 工学部情報システム工学科）
  - 情報システムコース
  - ネットワークコース
  - 組込みシステムコース
  - Webシステムコース
  - 感性デザインコース
  - CG・アニメーションコース

- 建築・環境デザイン学科（前 工学部建築・環境デザイン学科）
  - 都市環境デザインコース
  - 建築デザインコース
  - インテリアデザインコース
  - クラフトデザインコース
  - プロダクトデザインコース

- 環境理工学科（前 人間環境学部生活環境学科）
  - 環境技術コース
  - 地域生態系コース
  - 環境緑化コース
  - 環境計画コース

## 大学院
工学研究科
- 情報システム工学専攻（博士前期課程）
- 環境デザイン専攻（博士前期課程）
- 環境開発工学専攻（博士後期課程）都市・環境デザイン系

人間環境学研究科
- 人間環境学専攻（博士前期/後期課程）